# Cành cạch đen
Cành cạch đen, tên khoa học Hypsipetes leucocephalus, là một loài chim trong họ Pycnonotidae.

## Phân loài
Mười phân loài được ghi nhận:

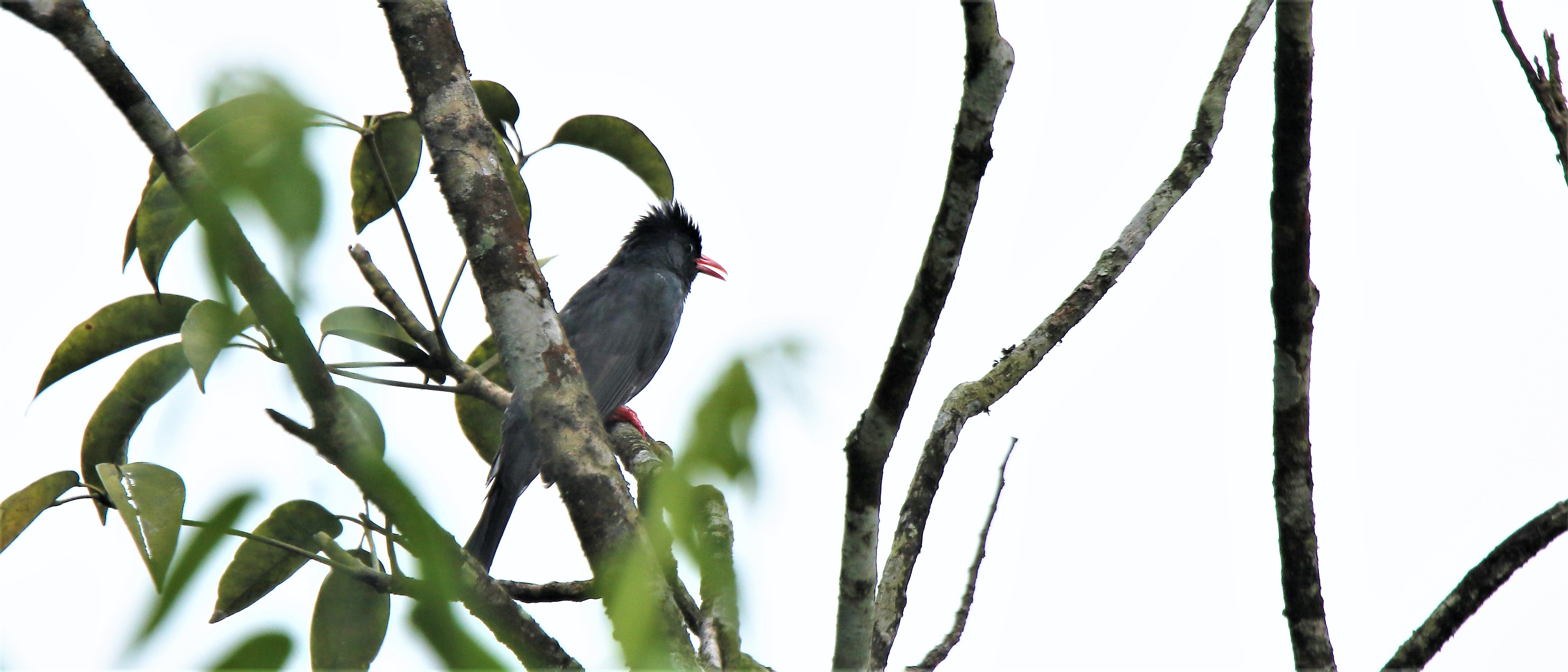

- H. l. psaroides - Vigors, 1831: Originally described as a separate species. Found along the Himalayas from the Kunar Valley (north-eastern Afghanistan) and northern Pakistan through Arunachal Pradesh (northern India) and the central Himalayas to north-western Myanmar
- 'H. l. nigrescens - Baker, ECS, 1917: Found in Assam và Manipur (north-eastern India), and the Chin Hills (western Myanmar)
- H. l. concolor - Blyth, 1849: Originally described as a separate species. Found from eastern Myanmar and southern Vân Nam (southern China) through Indochina
- H. l. ambiens - (Mayr, 1942): Found in north-eastern Myanmar and western Yunnan (southern China)
- H. l. sinensis - (La Touche, 1922): Found in northern Yunnan (southern China)
- H. l. stresemanni - (Mayr, 1942): Members of this race have white heads. Found in central Yunnan (southern China)
- H. l. leucothorax - (Mayr, 1942): Members of this race have white heads. Found in central China
- H. l. leucocephalus - (Gmelin, JF, 1789): Members of this race have white heads. Found in south-eastern China
- H. l. nigerrimus - (Gould, 1863): Originally described as a separate species. Found in Taiwan
- H. l. perniger - Swinhoe, 1870: Originally described as a separate species. Found on Hainan (off south-eastern China)

## Tham khảo

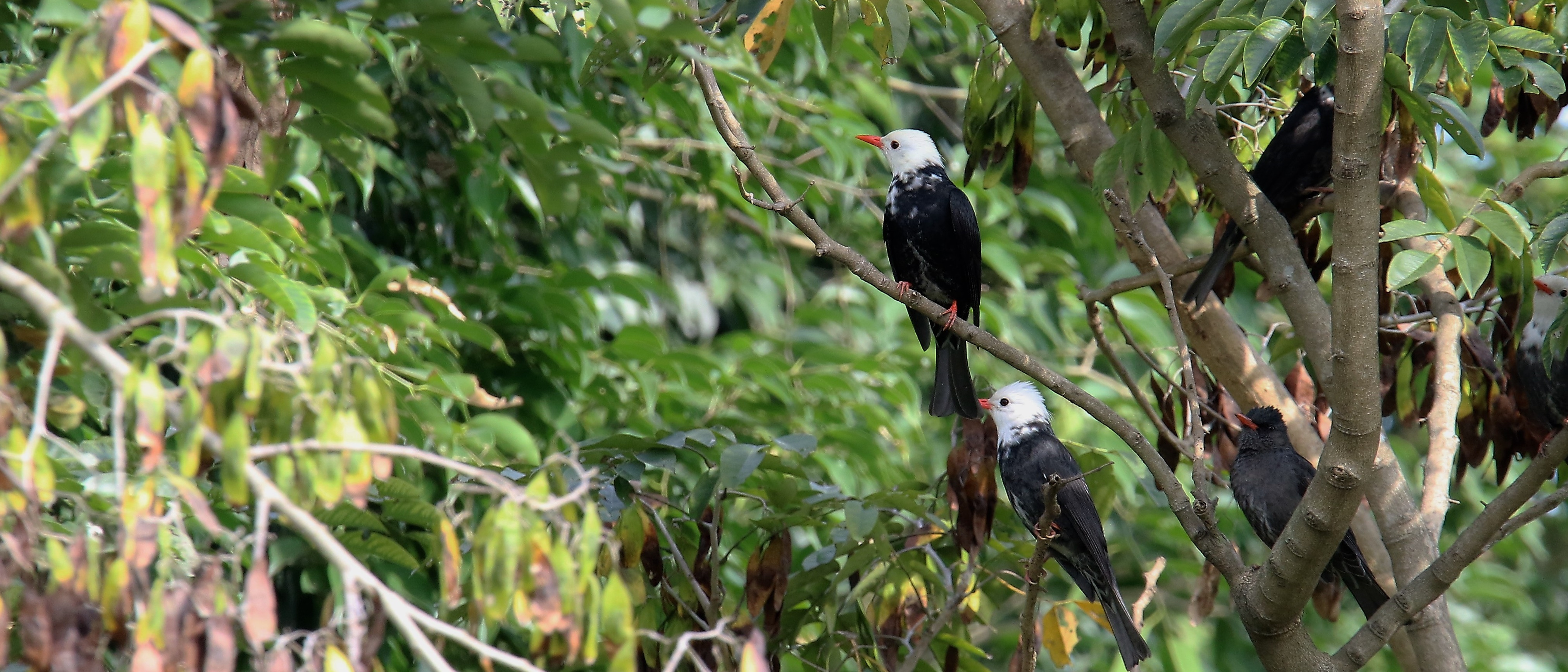
Cành Cạch Đen